# Operație aritmetică elementară
Operațiile aritmetice elementare cu numere constituie baza aritmeticii elementare. Aceste operații sunt: adunarea, scăderea, înmulțirea și împărțirea. Aceste operații pot constitui expresii aritmetice (numerice), formate din simbolurile operațiilor (operatori) și operanzi numerici. Aceste operații se găsesc și în expresii algebrice, din algebra elementară.

### Adunarea
Informații suplimentare: Adunare
Adunarea este o operație aritmetică elementară care totalizează două sau mai multe numere, numite „termenii adunării” într-o singură valoare, numită suma sau „totalul” respectivelor numere.
Adunarea numerelor naturale formează o structură algebrică de monoid.
Exemple: 9+7=16;  100+54=154

### Scăderea
Informații suplimentare: Scădere
Se pune problema de a inversa adunarea în sensul ca de la suma obținută să se ajungă înapoi la unul din termenii sumei.
Scăderea este o astfel de operație, prin care se determină diferența dintre două numere. Ea inversează adunarea întrucât diferența adunată cu scăzătorul trebuie să dea un număr egal cu descăzutul. Este notată folosind semnul minus: "-".
Exemple: 9-7=2;  100-54=46

### Înmulțirea
Informații suplimentare: Înmulțire (matematică)
Înmulțirea este operația matematică de multiplicare a mai mulți factori pentru a obține produsul lor. Este definită pentru numere întregi ca adunare repetată, iar pentru categorii mai largi de numere prin generalizare. Poate fi notată prin mai multe semne echivalente: x nerotunjit ("×"), punct centrat vertical ("·"), sau asterisc ("*").
Exemple: 9*7=63;  100*54=5400

### Împărțirea
Informații suplimentare: Împărțire (matematică)
Similar adunării, se pune problema de a inversa înmulțirea, ajungându-se de la rezultatul înmulțirii, produsul, la unul din numerele înmulțite. Astfel apare împărțirea. Ea poate fi:
- Exactă (rest nul): 100 : 2 = 50 ;   27 : 9 = 3
- Cu rest: 9 : 7 = 1 rest 2 ;   22 : 6 = 3 rest 4, în cazul numerelor întregi exprimată prin funcția modulo
- Cu virgulă zecimală: 5 : 2 = 2,5 ;   20 : 6 = 3,(3) pentru numerele raționale și reale

Este notată cu două puncte ( : ), linie de fracție ( — ), bară oblică ( / , în informatică întotdeauna) și, în țările de limbă anglosaxonă, cu obelus ( ÷ )  